# Altagracia (Miranda)
Pour les articles homonymes, voir Altagracia.
Altagracia est l'une des six paroisses civiles de la municipalité de Miranda dans l'État de Zulia au Venezuela. Sa capitale est Los Puertos de Altagracia.

## Odonymie
La paroisse civile tire son nom de Notre Dame de la Altagracia (Nuestra Señora de la Altagracia, en espagnol), sainte patronne de la République dominicaine.

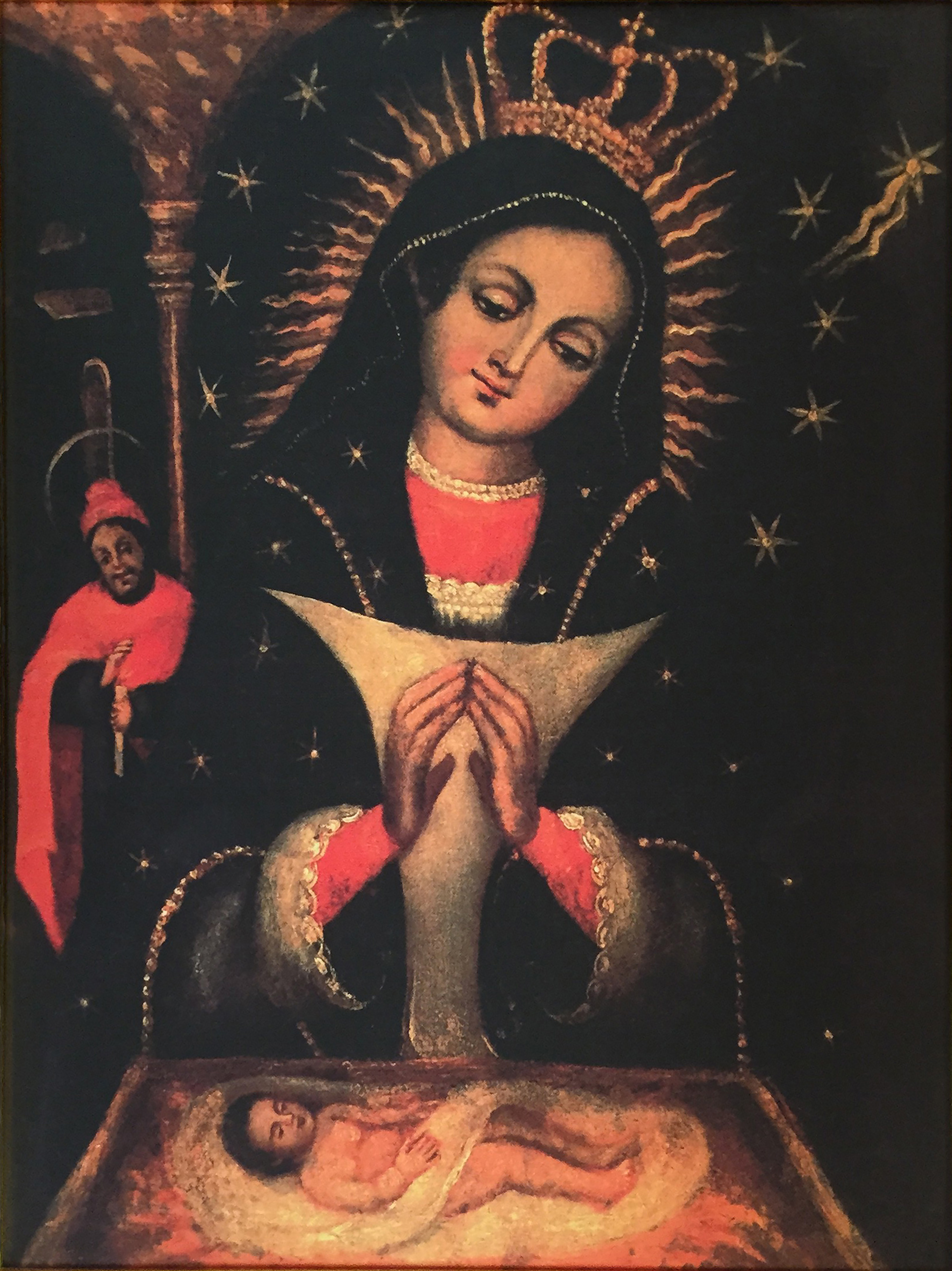
Image officielle de Notre Dame de la Altagracia.
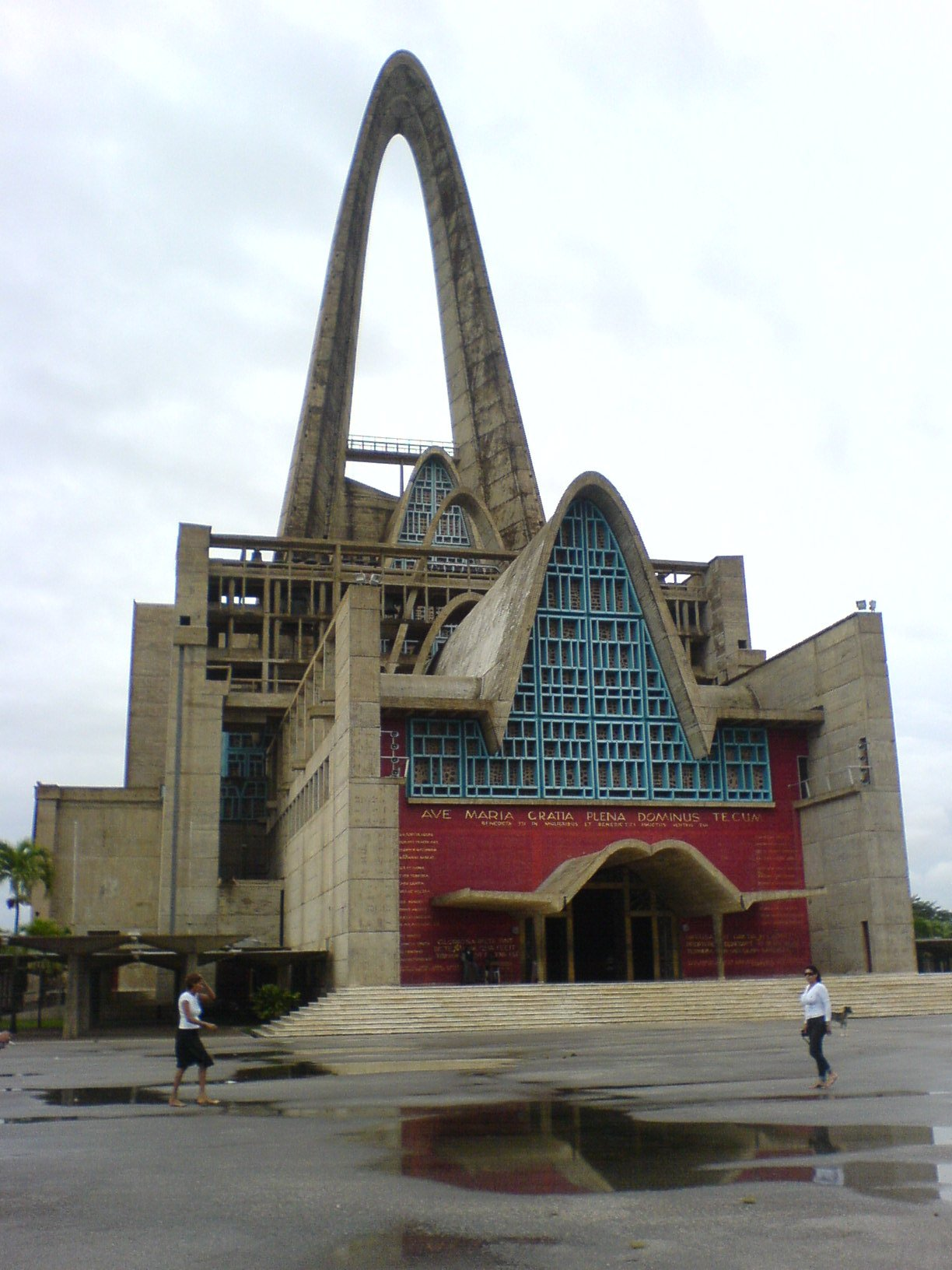
Basilique de Notre-Dame-de-la-Altagracia à Higüey en République dominicaine qui donne son nom à la paroisse civile vénézuélienne.

## Géographie
Le territoire couvre une faible superficie et accueille sur son périmètre trois agglomérations qui bordent le lac de Maracaibo, du nord au sud, sa capitale Los Puertos de Altagracia, Punta de Piedra dans la portion médiane et Punta de Leiva au sud. Sa pointe nord-est accueille les localités de San Juan et Jaguey de Vera prolongeant la petite agglomération de Japital de la paroisse civile voisine de San José. Un important poste électrique est situé sur la route entre Los Puertos de Altagracia et Japital. Le complexe pétrochimique El Tablazo majoritairement situé dans la paroisse civile voisine de San José, empiète également sur le territoire d'Altagracia. Le sud du territoire est occupé par une mangrove lagunaire que partage la paroisse voisine de José Cenobio Urribarrí dépendant de la municipalité de Santa Rita.

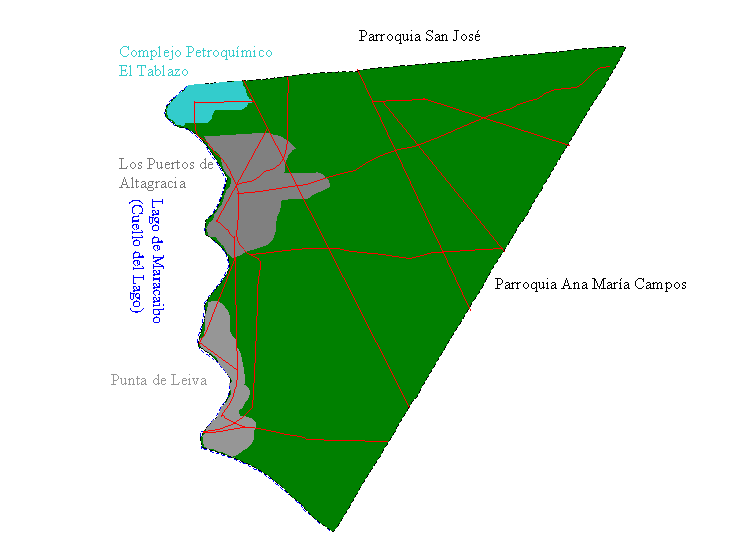
Le territoire paroissial.